# 真堂圭
真堂 圭（しんどう けい、1984年9月10日 - ）は、日本の女性声優。アクセルワン所属。千葉県出身。本名は齋藤 圭（さいとう けい）、旧芸名は斉藤 圭。

## 来歴
小学生くらいの頃に家でアニメを見ていた際、「声優になりたいな」、「声優っていいよね」と思うなど、職業としての声優は憧れだったという。しかしその後専門学校や劇団などに入ろうとは思っておらず、漠然と「声優はいいな」と思っていただけだったという。真堂の「声優になりたい」という気持ちも姉しか知らなかった。小さい頃からテレビアニメ『美少女戦士セーラームーン』が好きで、2005年時点では『LAST EXILE』といったジャンルは幅広く見ているという。後に『夢使い』で『美少女戦士セーラームーン』の水野亜美役だった久川綾と共演し、信じられなく不思議な感じだったという。声優になるためには何から始めればいいのかわからなかったため、そのまま日々過ごしていくうちに、就職先も決まってしまったという。
「あーあ、これでいいのかなぁ……」と思っていた時に、姉から「こんなオーディションあるけど、試しに受けてみたら?」と教えてもらい、テレビアニメ『SPEED GRAPHER』のヒロイン・天王洲神楽役一般公募オーディションに応募する。引っ込み思案なため、オーディションを受けることは真堂自身の中では、かなり思い切った決断だったという。演技の経験が全くなかったため、オーディション会場では周囲に圧倒されて小さくなってしまったという。声優になる前はビジネス系専門学生で、落選した場合はオーディションを学生最後の思い出として、普通に就職するつもりだった。同オーディションでは、2056人の応募者から齋藤を始めとする仲井絵里香（現：大橋歩夕）・池田沙耶香・藤田咲子（現：藤田咲）・宮崎羽衣・小滝いづみ・樹元オリエ・齊藤智美・井口裕香・曽田光星の10名が選ばれ、最終審査が行われた。一般投票の得票数では最下位だったが、審査の結果は齋藤の起用に決定。合格と聞いた時は「え……!?」という感じで固まってしまったという。同アニメ作品と連動した『斉藤圭のスピードグラファー『快楽超人ユーフォリア』皆様の不景気を救います!』のパーソナリティも担当した。
オーディション時は本名だったが、デビューに際しては「齋」の字を簡略化（「齋」に似た「齊」の略字「斉」を採用）して「斉藤 圭（さいとう けい）」の芸名として活動する。その約半年後、2005年10月1日からは「真堂 圭（しんどう けい）」に改名した。併せてラジオ番組名も『元・斉藤圭のスピードグラファー『快楽超人ユーフォリア』皆様の不景気を救います!』に変更した。
2005年3月から2011年6月までぷろだくしょんバオバブに所属。同年7月よりアクセルワンに所属。

## 人物
趣味はゲーム、猫と遊ぶこと、カメラ。特技はバレーボール。3歳上の姉がいる。

## 出演
太字はメインキャラクター。

### テレビアニメ
2005年
- ガラスの仮面（江川ルリ）
- 地獄少女（2005年 - 2006年、亜矢の取り巻き、茂木恵美） - 2シリーズ
- SHUFFLE!（2005年 - 2007年、女生徒A） - 2シリーズ
- SPEED GRAPHER（天王洲神楽）
- SoltyRei（TVコンパニオン、中華娘、女の子）

2006年
- 乙女はお姉さまに恋してる（小鳥遊圭）
- NIGHT HEAD GENESIS（天元知美）
- 西の善き魔女 Astrea Testament（文芸部員1）
- マージナルプリンス〜月桂樹の王子達〜（幼いアルフレッド）
- マジカノ（女子A、幼い頃の春生、受付女生徒）
- 夢使い（三島燐子）
- ラブゲッCHU 〜ミラクル声優白書〜（川村麻由）
- ワンワンセレプー それゆけ!徹之進（犬山ルミ、102番）

2007年
- AYAKASHI（花井のり子）
- 一騎当千 シリーズ（2007年 - 2010年、劉備玄徳） - 3シリーズ
- 大江戸ロケット（おぬい）
- 怪物王女（女生徒C）
- がくえんゆーとぴあ まなびストレート!（聖桜学園生徒A）
- 風のスティグマ（ティアナ）
- 機動戦士ガンダム00（2007年 - 2009年、王留美、ヤエル） - 2シリーズ
- 古代王者 恐竜キング Dキッズ・アドベンチャー（細川フミ）
- こどものじかん（鏡黒）
- バンブーブレード（原田小夏）

2008年
- CHAOS;HEAD（友達B）
- しましまとらのしまじろう（ユニくん）
- 純情ロマンチカ（先生）
- スキップ・ビート!（バイトの女の子）
- S・A〜スペシャル・エー〜（1組女子A）
- 絶対可憐チルドレン（小夜）
- 逮捕しちゃうぞ フルスロットル（男の子）
- 隠の王（黒岡野しじま、シラタマ）
- まかでみ・WAっしょい!（御狩谷はるか）
- Mission-E（女生徒、女の子、メル）
- Little Village People（I子）
- ロザリオとバンパイア（侍女、蝶野しじみ、生徒） - 2シリーズ

2009年
- うみねこのなく頃に（生徒）
- うみものがたり 〜あなたがいてくれたコト〜（ハリセンボン美女兵士 姉）
- こばと。（満里奈、若菜）
- 生徒会の一存（新聞部員）
- DARKER THAN BLACK -流星の双子-（ベレニス）
- たまごっち!（2009年 - 2015年、ラブリっち / ラブリン 他） - 4シリーズ
- NEEDLESS（華夏、なつき）
- ファイト一発!充電ちゃん!!（たぁ子、はこねの友人）
- ポケットモンスター ダイヤモンド&パール（チコリータ、アグノム）
- マリア様がみてる 4thシーズン（敦子）
- メタルファイト ベイブレード（2009年 - 2013年、天野まどか） - 4シリーズ

2010年
- おまもりひまり（静水久）
- 農業ムスメ!（黒羽ミチル）
- はなまる幼稚園（杏）
- BLEACH（鈴木舞）
- ポケモンレンジャー 光の軌跡（ウクレレピチュー）

2011年
- 境界線上のホライゾン（2011年 - 2012年、直政） - 2シリーズ
- クレヨンしんちゃん（2011年 - 2021年、女性B、女子高生B、CMナレーション、ユミ、女の子）
- ダンボール戦機（2011年 - 2013年、矢沢リコ） - 2シリーズ
- NO.6（イヌカシ）
- 忍たま乱太郎（2011年 - 2021年、牡丹）

2012年
- エリアの騎士（逢沢美都）
- お兄ちゃんだけど愛さえあれば関係ないよねっ（秋菜、アキーナ）
- クイーンズブレイド リベリオン（サイニャン）
- 咲-Saki- 阿知賀編 episode of side-A（宇津木玉子）
- 夏色キセキ（逢沢大樹）
- ポケットモンスター ベストウイッシュ（レイジ）
- めだかボックス アブノーマル（人吉善吉〈2歳〉）

2013年
- ガリレイドンナ（葉月・フェラーリ）
- サーバント×サービス（田中譲二〈幼少期〉）
- 八犬伝―東方八犬異聞― 第二期（早紀）
- マギ The kingdom of magic（オルバ）

2014年
- ウィザード・バリスターズ 弁魔士セシル（穂樽夏菜）
- ガイストクラッシャー（ジプ）
- 幕末Rock（おうの）
- ブレイドアンドソウル（セト）
- ポケットモンスター XY（2014年 - 2016年、ジョー、ミルフィ〈2代目〉） - 2シリーズ

2015年
- うしおととら（中島タツヤ）
- オーバーロード（2015年 - 2022年、エントマ・ヴァシリッサ・ゼータ、アルシェ・イーブ・リイル・フルト） - 4シリーズ
- 俺物語!!（女子1）
- バトルスピリッツ 烈火魂（2015年 - 2016年、群青早雲、楠有弥）
- ふうせんいぬティニー（三男カラス）
- まじっく快斗1412（ケンタ・コネリー）
- ローリング☆ガールズ（鈴本のり子）

2016年
- ウィスカー・ヘイブン〜ロイヤルペットものがたり〜（2016年 - 2019年、スルタン、ビリエ）
- カミワザ・ワンダ（2016年 - 2017年、シュウ）
- バトルスピリッツ ダブルドライブ（2016年 - 2017年、シャウシャウ、茂上卯咲、シシ、卯咲ウサギ）
- 僕のヒーローアカデミア（2016年 - 2024年、耳郎響香、生徒、幼少・焦凍、轟冬美、小森希乃子 他） - 7シリーズ
- ポケットモンスター サン&ムーン（2016年 - 2019年、リーリエ、ミミたん、マーレインのレアコイル、ピカチュウ）

2017年
- トミカハイパーレスキュー ドライブヘッド 機動救急警察（石野ジン）
- かみさまみならい ヒミツのここたま（ピコタ）
- Fate/Apocrypha（赤のアサシン / セミラミス）

2018年
- 新幹線変形ロボ シンカリオン（2018年 - 2021年、セイリュウ、清洲ミユ） - 2シリーズ
- フューチャーカード 神バディファイト（2018年 - 2019年、加古川ランマ / 乱魔）
- BAKUMATSU（2018年 - 2019年、霞） - 2シリーズ
- とある魔術の禁書目録III（2018年 - 2019年、キャーリサ）

2019年 
- かいじゅうステップ ワンダバダ（2019年 - 2021年、ダダちゃん） - 2シリーズ
- ポケットモンスター (2019)（2019年 - 2023年、ゴウ〈6歳〉、ジョーイ、タマンタ、オタチ、リオル、リーリエ、イーブイ、ライチュウ、青フラベベ、ナマコブシ、サーナイト、ラティアス 他） - 2シリーズ

2020年
- 異世界かるてっと2（エントマ）
- プランダラ（シャロウ）
- もっと!まじめにふまじめ かいけつゾロリ（2020年 - 2021年、ユリア） - 2シリーズ
- BORUTO-ボルト- NARUTO NEXT GENERATIONS（ムギノ〈幼少期〉）

2021年
- SHAMAN KING（2021年 - 2022年、マリオン・ファウナ）

2022年
- 真・一騎当千（劉備玄徳）
- アオアシ（橘都）
- 名探偵コナン（2022年 - 2025年、風間ユキ、國生香澄）

2023年
- 天国大魔境（タラオ）
- ポケットモンスター (2023)（2023年 - 2025年、モリー、パモット、マホイップ、ジョーイ、ミブリム→テブリム）

2024年
- SHAMAN KING FLOWERS（マリオン・ファウナ、女性担任）

2025年
- スライム倒して300年、知らないうちにレベルMAXになってました ～そのに～（ニンタン）
- 特装合体ロボ ジョブレイバー（警察ジョブロイド Shoko）

### 劇場アニメ
- オシャレ魔女♥ラブandベリー しあわせのまほう（2007年、先生A）
- 劇場版ポケットモンスター ダイヤモンド&パール アルセウス 超克の時空へ（2009年、カコ）
- 劇場版メタルファイト ベイブレードVS太陽 灼熱の侵略者ソルブレイズ（2010年、天野まどか[64]）
- クレヨンしんちゃん 嵐を呼ぶ黄金のスパイ大作戦（2011年、女子大生）
- 映画 たまごっち ヒミツのおとどけ大作戦!（2017年、ラブリっち）
- 劇場版ポケットモンスター キミにきめた!（2017年、イーブイ）
- 劇場版ポケットモンスター みんなの物語（2018年、マリル）
- 僕のヒーローアカデミア THE MOVIEシリーズ（2018年 - 2021年、耳郎響香[65][66][67]） - 3作品
- 映画 ドライブヘッド〜トミカハイパーレスキュー 機動救急警察〜（2018年、石野ジン[68]）
- 劇場版 新幹線変形ロボ シンカリオン 未来からきた神速のALFA-X（2019年、セイリュウ[69]）
- 劇場版ポケットモンスター ココ（2020年、ホシガリス）

### OVA
- こどものじかん 〜あなたがわたしにくれたもの〜（2007年、鏡黒）
- ストレイト・ジャケット（2007年、カペルテータ・フェルナンデス）
- KITE LIBERATOR（2008年、野口愛月）
- AIKa ZERO（2009年、愛美）
- Needless+ -聖リリィ学園の秘密-（2009年、なつき）
- ピカチュウのキラキラだいそうさく!（2009年、ギザみみピチュー）
- DREAM C CLUB PURE SONGS CLIPS（2010年、魅杏）
- 腐女子の品格（2010年、ふじょこ）
- らんま1/2 悪夢!春眠香（2010年、女生徒B）
- バトルブレイク（2011年、剣崎ムサシ[70]）
- 一騎当千（2012年 - 2019年、劉備玄徳[71][72]'[73]）
- 流れ星レンズ（2012年、トモちん）
- 波打際のむろみさん（2013年、マナちゃん）
- おでまし小魔神フーパ（2015年、コプー）
- ぷれぷれぷれあです なざりっく最大の危機（2016年、エントマ・ヴァシリッサ・ゼータ）※原作第11巻 山小人の工匠 Blu-ray付特装版
- 僕のヒーローアカデミア 救え!救助訓練!（2017年、耳郎響香）※原作第13巻 アニメDVD付き限定版
- 僕のヒーローアカデミア Training of the Dead（2017年、耳郎響香）※原作第14巻 アニメDVD付き限定版
- 天地無用！魎皇鬼 第伍期（2020年、ダード・シャンク）[74]

### Webアニメ
2010年代
- ベイウォーリアーズ サイボーグ（2015年、レイ、ルルカ）
- トミカハイパーレスキュー ドライブヘッド 機動救急警察2018（2018年、石野ジン）
- ぷれぷれぷれあです 〜クレマンティーヌ逃亡編〜（2018年、エントマ・ヴァシリッサ・ゼータ）

2020年代
- 薄明の翼（2020年、トミー）
- ベイブレードバースト ガチ（2020年、グウィンの母）
- タベオウジャ（2020年、カミィ）
- かいじゅうステップ SDGs大作戦（2021年、ダダちゃん）
- ぽかぽかマグマッグハウス（2021年、チラーミィ）
- ポケットモンスター 神とよばれし アルセウス（2022年、アグノム）
- 僕のヒーローアカデミア HLB（2022年、耳郎響香）
- イロナス（2022年、一色ほなみ）
- 放課後のブレス（2023年、マスカーニャ）
- トミカヒーローズ ジョブレイバー 特装合体ロボ（2025年、警察ジョブロイド Shoko）

### ゲーム
2006年
- 乙女の事情（真泉すもも）
- サモンナイト4（エリカ）

2007年
- 一騎当千 Shining Dragon（劉備玄德）

2008年
- インフィニットループ 古城が見せた夢（ヴィーネ）
- Lの季節2 invisible memories（筑住メイ）
- ソーサリーブレイド（ティア・ホワイト）

2009年
- たまごっち シリーズ（2009年 - 2011年、ラブリっち） - 3作品
- ドリームクラブ（2009年 - 2013年、魅杏） - 7作品
- バンブーブレード 〜"それから"の挑戦〜（原田小夏）
- ポケパークWii 〜ピカチュウの大冒険〜
- Million knights Vermilion（タマラ）
- メタルファイト ベイブレード シリーズ（2009年 - 2010年、天野まどか） - 5作品
- ロロナのアトリエ 〜アーランドの錬金術士〜（リオネラ・エインセ）

2010年
- ELEMENTAL BATTLE ACADEMY（フィオレ＝イリュシオン）
- 密室のサクリファイス（2010年 - 2011年、ミキ） - 2作品

2011年
- SDガンダム GGENERATION 3D（王留美）
- code_18（館川珠姫）
- スマイル☆シューター〜ふぁーすと☆ちけっと〜（鈴比良あいり）
- ダンボール戦機（矢沢リコ）
- どきどきすいこでん（小川五月）

2012年
- 君と一緒に2（藤森渚）
- 聖痕のエルドラド（リリム・コロネット）
- 闇からのいざない TENEBRAE I（幸田奈緒美）
- ルートダブル -Before Crime * After Days-（“サリュ” 三宮・ルイーズ・優衣）

2013年
- ガイストクラッシャー（ジプ）
- 境界線上のホライゾン PORTABLE（直政）
- KILLER IS DEAD（ドリー）
- 恋花デイズ（白川いちご）
- 雀聖歌姫 クロノ★スター（天神命）
- 雀聖学園 クロノ★マジック（一式ハイネ）
- 新・ロロナのアトリエ はじまりの物語〜アーランドの錬金術士〜（リオネラ・エインセ）
- ファイナルファンタジーXIV: 新生エオルゼア（プレイヤーボイス）
- ルートダブル -Before Crime * After Days- Xtend edition（“サリュ” 三宮・ルイーズ・優衣）

2014年
- あかやあかしやあやかしの（黒狐）
- DYNAMIC CHORD feat.[reve parfait]（麻生夏菜子）
- 幕末Rock（おうの）
- 幕末Rock 超魂（おうの）
- 嫁コレ（葉月・フェラーリ）

2015年
- クイズRPG 魔法使いと黒猫のウィズ（スミオ・ネジヅカ）
- 幻想のエルドラド（リリム・コロネット）
- しんぐんデストロ〜イ!（鈴比良あいり）
- スマイル☆シューター Dear my Dream（鈴比良あいり）
- 夏色ハイスクル★青春白書 〜転校初日のオレが幼馴染と再会したら(略)（ナオミ・サンダース）
- 雷子（張任）

2016年
- SA7 -SILENT ABILITY SEVEN-（結城あやか）
- ガールフレンド（仮）（芙来田伊吹）
- DYNAMIC CHORD feat.[rêve parfait] Append Disc（麻生夏菜子）
- DYNAMIC CHORD feat.[rêve parfait] V edition（麻生夏菜子）
- 僕のヒーローアカデミア 激突!ヒーローズバトル（耳郎響香）
- 僕のヒーローアカデミア バトル・フォー・オール（耳郎響香）
- レルムクロニクル（アイリス、モニカ、シャーロット、ドリー、リタ、キナ、マーガレット、スカーレット）
- League of Legends（シンドラ）

2017年
- 僕のヒーローアカデミア スマッシュタップ（耳郎響香）
- 黒騎士と白の魔王（アイアンメイデン）
- ルートダブル -Before Crime * After Days- Smart Edition（“サリュ” 三宮・ルイーズ・優衣）
- グランブルーファンタジー（2017年 - 2024年、テンペランス、キティオン、リサリサ〈アリサ〉）
- モン娘☆は〜れむ（イース）

2018年
- Fate/Grand Order（セミラミス）
- 僕のヒーローアカデミア One's Justice（耳郎響香）
- 伝説対決 -Arena of Valor-（カーリー）
- 共闘ことばRPG コトダマン（セイリュウ）
- 大乱闘スマッシュブラザーズ SPECIAL（ロコン、ナッシー〈アローラのすがた〉）

2019年
- MASS FOR THE DEAD（エントマ・ヴァシリッサ・ゼータ）
- ルルアのアトリエ 〜アーランドの錬金術士4〜（リオネラ・エインセ）
- MT:エピック・オーダーズ（レンジャー、うぉーろっく）
- とある魔術の禁書目録 幻想収束（キャーリサ）
- 非人類学園 Extraordinary Ones（朱雀）

2020年
- 僕のヒーローアカデミア One's Justice2（耳郎響香、轟冬美）
- オランピアソワレ（海浬）
- 一騎当千 エクストラバースト（劉備玄徳）
- ワールズエンドクラブ（ニョロ）
- アークナイツ（アスベストス）

2021年
- 僕のヒーローアカデミア ULTRA IMPACT（2021年 - 2024年、耳郎響香、小森希乃子）
- SHAMAN KING ふんばりクロニクル（マリオン・ファウナ）

2022年
- ヴェルヴェット・コード（夕立、島風、グラーフ・ツェッペリン）

2023年
- takt op. 運命は真紅き旋律の街を（四季・秋）
- 無期迷途（カベルネ）

### アプリ
- 添い寝カノジョ（2010年）
- スマイル☆シューター Love me Idol!（2012年、鈴比良あいり）

### CD

#### ドラマCD
- SPEED GRAPHER ドラマCD 〜大冗談・スピードグラファー〜（2005年、天王洲神楽）
- Chara CD Collection 眠らぬ夜のギムレット（スタッフ）
- BE×BOY CD COLLECTION 摩天楼に抱かれて（2006年、インストラクター）
- 乙女はお姉さまに恋してる ドラマCDシリーズ（小鳥遊圭）
- コーセルテルの竜術士物語（マータ）
  - コーセルテルの竜術士物語（2007年）
  - コーセルテルの竜術士物語〜海に行く話〜（2008年）
- マリア様がみてるドラマCDシリーズ「チェリーブロッサム」（2007年、敦子）
- こどものじかん ドラマCD どらまのじかん（鏡黒）
- Dramatic CD Collection あかないとびら（女子）
- バンブーブレードドラマCD 紅盤（原田小夏）
- その声が僕を動かす（大原美咲）
- 東京探偵姫〜残光の剣士・沖田総司（2009年、小野沢真央美）
- H+P -ひめぱら-（アルト）
- 青春鉄道（東武越生線）
- 先輩も後輩も幼なじみもツンデレで眠れないCD（2010年、兎和野菫）
- 妄想少女 ドラマCD（ユキ）
- 浅見光彦シリーズ「天河伝説殺人事件」（2010年、川島智春）
- 氷結鏡界のエデン楽園幻想（イリス）
- BKM48劇場 〜バクマツ☆維新伝 ドラマCD〜（2010年、沖田総司）
- ケモノキングダム 〜ZOO〜（ウサギ）
- あかやあかしやあやかしの（黒狐）
  - アンソロジードラマCD1「かくれんぼ」
  - アンソロジードラマCD2「かげふみあそび」
  - アンソロジードラマCD3「線あそび」
  - ドラマCD
  - コミック版 第4巻特別付録「学園ドラマ★あかやあかしやあやかしのっ」
- ぱる高演劇部（2012年、青井小雪）
- スマイル☆シューター ドラマCD サファリパークでおしごと（2012年、鈴比良あいり）
- ファミリー・バイブル（逸木茉莉衣）
- NO.6（イヌカシ）
  - コミック版 #4 スペシャルドラマCD「西ブロックの日々」（2012年）
  - コミック版 #6 スペシャルドラマCD「美しき日々に花を」（2013年）
  - コミック版 #9 スペシャルドラマCD「紫苑の日々」（2014年）
- 艶漢 ドラマCD 2（2013年、小牧）
- 千年戦争アイギス 月下の花嫁（2015年、フィリス[139]）※小説第4巻 ドラマCD付き特装版
- バトルスピリッツ ダブルドライブ DVD-BOX オリジナルドラマCD「究極! 試練の三番勝負!」（2017年、シシ、シャウシャウ、バトルウサギー仮面、茂上卯咲）

#### ラジオCD
- こじからじお on CD〜秋の遠足編〜
- こじからじお2学期 「ひみつなとくべつじゅぎょー」〜こじかのいろいろおしえて、あ・げ・る〜
- インフィニットループRadio 特別編
- はなまる幼稚園 らじお組 DJCD はなまるなあるばむ いちまいめ
- はなまる幼稚園 らじお組 DJCD はなまるなあるばむ にまいめ
- DJCD おさんぽますたー ろけはん! vol.1
- DJCD おさんぽますたー ろけはん! vol.2

### ラジオ
- 元・斉藤圭のスピードグラファー『快楽超人ユーフォリア』皆様の不景気を救います!（音泉・ランティス：2005年4月1日 - 12月23日〈レギュラー〉、2006年2月2日〈特別回及び最終回〉）
- コミックハイ! プレゼンツ Hiぱ〜Radio!!（アニメイトTV：2007年8月24日 - 2008年2月29日）
- こじからじお（BEAT☆Net Radio!：2007年8月31日 - 2009年6月26日）
- インフィニットループRadio（音泉：2008年6月13日 - 8月8日）
- 真堂圭のNECOぱんち☆（声優・V-STATION：2009年6月2日 - ）
- おさんぽますたー ろけはん!（ラジオ関西：2009年10月11日 - 2011年3月31日）
- はなまる幼稚園 らじお組（アニメイトTV：2009年12月28日 - 2010年8月2日）
- 夏彦・サリュのルートダブル通信（音泉：2012年4月20日 - 9月14日）
- 三瓶由布子・真堂圭のすきまらじお（超!A&G+：2013年4月7日 - 2014年1月5日 マリン・エンタテインメント：2014年1月24日 - 12月29日）

#### ラジオドラマ
- VOMIC
  - お嬢様はお嫁様。（椿）
  - 保健室の死神（鏑木真哉）
  - スターダスト★ウインク（有坂瑠衣）
  - ゴーレム・ア・GO!GO!（生徒B）
- ポケモン声コミック
  - ポケモンカードゲームXYやろうぜっ〜!（彩菓子せいら、少年A[140]）
- TBSラジオ
  - エブ★ラジ 夜の連続スマホ小説「悪魔のコーヒー、天使の角砂糖」（城田歩美）[141]
- オーディオシネマ iシリーズ
  - バツイチもいい男の条件ですか？（美宇）

### CM
- GONZO スピートグラファー篇（漫読家の東方力丸と出演）
- ゲオ（ケイちゃん[142]）
- 日清食品 どん兵衛「耳は正直 2023 篇」（どんぎつね[143][144]）

### 吹き替え

#### 映画
- ダ・ヴィンチ・コード（2009年）※フジテレビ版
- レイダース/失われたアーク《聖櫃》（2009年）※WOWOW版

#### ドラマ
- クリミナル・マインド FBI行動分析課 シーズン2 / シーズン3 / シーズン4（2008年 - 2010年、ニーナ・ヘイル他）
- HEROES/ヒーローズ シーズン3（2008年、アリス）
- コールドケース5（2009年、サラ・グンデン）
- ダメージ2（2009年、エリカ、アリシア）
- デスパレートな妻たち4（2009年、ロビン・フッド）
- ロック&キー（2020年、ボード・ロック[145]）

### テレビ番組
- テレビ：アニメ天国（テレビ埼玉、テレビ神奈川、AT-Xの3局ネット）
- キラッ(∞)ってしたいの! 〜第二段〜
- アクセル★ワンだぁ!!〜家族で秋の遠足〜
- 宝探し 探偵学園エデン〜怪盗アビルからの挑戦〜[146]
- GEO店内番組 G/get channel（ケイちゃん[147]）
- ゲオナビチャンネル（2018年 - 2020年、ケイちゃん）

### 特撮
- 牙狼-GARO- 〜蒼哭ノ魔竜〜（妖精の声）
- ウルトラギャラクシーファイト（2020年 - 2022年、イザナ女王） - 2シリーズ[一覧 22]
- ウルトラマンレグロス ファーストミッション（2023年、イザナ女王）

### その他コンテンツ
- 白い犬のジェイク ジェイク空へ!（ナレーション）
- 働く飛行機（ナレーション[148]）
- おしゃべりフレンド なかよしラブリン（ラブリン）
- ダウンロード販売ボイスドラマ：StudioGIW ヴァジアルサーガ・ボイスドラマ Vol.1（天帝アイヒミ）
- トリハダ（秘）スクープ映像100科ジテン（テレビ朝日、トリハダちゃんの声）
- リッキーと黒き炎（フリップ）
- 宝探し 探偵学園エデン 〜怪盗アビルからの挑戦〜
- ドライブヘッド ドライブギア（石野ジン）
- ポケモン Zパワーリング（リーリエ）
- パチスロ 紅き魂は桜の如く（マホ[149]）
- パチスロ ウィザード・バリスターズ 弁魔士セシル（穂樽夏菜[150]）
- 世界糖尿病デー アニメ動画「インスリン治療の過去と未来〜タイムトラベルをご一緒に～」（東雲冬馬[151]、冬馬母、エリー〈エリザベス〉、浜野久美子先生）

## ディスコグラフィ

### シングル
|     | 発売日        | タイトル | 規格品番  |
| --- | ------------- | -------- | --------- |
| 1st | 2005年8月24日 | JUMP UP! | LACM-4202 |

### アルバム
|     | 発売日        | タイトル                                          | 備考 |
| --- | ------------- | ------------------------------------------------- | --- |
| 1st | 2006年2月24日 | ショートカッツ！〜シンガーソング元・斉藤圭 歌集〜 | 『元・斉藤圭のスピードグラファー『快楽超人ユーフォリア』皆様の不景気を救います！』内のコーナー「シンガーソング元・斉藤圭」で作成した曲を収録したCD |

### タイアップ曲
| 楽曲            | タイアップ                                                                                                   |
| --------------- | --- |
| JUMP UP!        | Webラジオ『元・斉藤圭のスピードグラファー『快楽超人ユーフォリア』皆様の不景気を救います!』エンディングテーマ |
| kiss me kiss me | Webラジオ『元・斉藤圭のスピードグラファー『快楽超人ユーフォリア』皆様の不景気を救います!』オープニングテーマ |

### キャラクターソング
| 発売日   | 商品名                                                                      | 歌 | 楽曲 | 備考                                                        |        |
| 2006年   | 2006年                                                                      | 2006年 | 2006年 | 2006年                                                      | 2006年 |
| -------- | --------------------------------------------------------------------------- | --- | --- | ----------------------------------------------------------- | ------ |
| 5月10日  | 鼓動                                                                        | 三島塔子（川澄綾子）、三島燐子（真堂圭） | 「鼓動」 | テレビアニメ『夢使い』エンディングテーマ                    |        |
| 5月10日  | 鼓動                                                                        | 三島塔子（川澄綾子）、三島燐子（真堂圭） | 「星灯り」 | テレビアニメ『夢使い』関連曲                                |        |
| 6月7日   | キャラクターCD 〜三島燐子〜                                                 | 三島燐子（真堂圭） | 「TUESDAY'S☆STAR」 | テレビアニメ『夢使い』関連曲                                |        |
| 2007年   |                                                                             | | |                                                             |        |
| 10月24日 | れっつ!おひめさまだっこ/オトメチック初心者でーす                            | 九重りん（喜多村英梨）、鏡黒（真堂圭）、宇佐美々（門脇舞以） | 「れっつ！おひめさまだっこ」 | テレビアニメ『こどものじかん』オープニングテーマ            |        |
| 10月24日 | れっつ!おひめさまだっこ/オトメチック初心者でーす                            | 九重りん（喜多村英梨）、鏡黒（真堂圭）、宇佐美々（門脇舞以） | 「オトメチック初心者でーす」 | OVA『こどものじかん』オープニングテーマ                     |        |
| 12月26日 | こどものじかん Character Single 2                                           | 鏡黒（真堂圭） | 「すぃーと☆わーるど」 「れっつ！おひめさまだっこ（Kuro version）」                                                                                   | テレビアニメ『こどものじかん』関連曲                        |        |
| 2008年   |                                                                             | | |                                                             |        |
| 4月25日  | DVD「こどものじかん 5科目」初回生産特典オリジナルCD（黒Ver.）               | 鏡黒（真堂圭） | 「おとめ大戦争☆」 | テレビアニメ『こどものじかん』関連曲                        |        |
| 5月21日  | @Lantis NON STOP DANCE REMIX vol.2                                          | 九重りん（喜多村英梨）、鏡黒（真堂圭）、宇佐美々（門脇舞以） | 「れっつ！おひめさまだっこ（NON STOP DANCE REMIX）」                                                                                                 | テレビアニメ『こどものじかん』関連曲                        |        |
| 2009年   |                                                                             | | |                                                             |        |
| 2月20日  | OVA「こどものじかん 2学期 1科目」特典CD                                     | 九重りん（喜多村英梨）、鏡黒（真堂圭）、宇佐美々（門脇舞以） | 「よりどりプリンセス」 | Webラジオ『こじからじお 2学期』オープニングテーマ           |        |
| 4月24日  | OVA「こどものじかん 2学期 2科目」特典CD                                     | 鏡黒（真堂圭） | 「リボンの帰り道」 | テレビアニメ『こどものじかん』関連曲                        |        |
| 10月21日 | PURE SONGS@DREAM C CLUB                                                     | 魅杏（真堂圭） | 「素直になれない」 | ゲーム『ドリームクラブ』関連曲                              |        |
| 10月21日 | PURE SONGS@DREAM C CLUB                                                     | DREAM C CLUB All HostGirls | 「恋・KOI☆week end!」 | ゲーム『ドリームクラブ』関連曲                              |        |
| 11月11日 | WANTED! for the love                                                        | KILLER GIRLS | 「わたしはジュースでココナッツ」 | テレビアニメ『NEEDLESS』挿入歌                              |        |
| 11月18日 | たまともフォーエバー/エブリーラブリー                                       | ラブリン（真堂圭） | 「エブリーラブリー」 | テレビアニメ『たまごっち』挿入歌                            |        |
| 2010年   |                                                                             | | |                                                             |        |
| 1月27日  | 青空トライアングル                                                          | 杏（真堂圭）、柊（高垣彩陽）、小梅（MAKO） | 青空トライアングル | テレビアニメ『はなまる幼稚園』オープニングテーマ            |        |
| 1月27日  | 青空トライアングル                                                          | 杏（真堂圭）、柊（高垣彩陽）、小梅（MAKO） | 「ぱんだねこ体操」 | テレビアニメ『はなまる幼稚園』関連曲                        |        |
| 2月24日  | BEAM my BEAM                                                                | ひまりんこ・L・しずくえす | 「BEAM my BEAM」 | テレビアニメ『おまもりひまり』エンディングテーマ            |        |
| 3月25日  | PURE SONGS 2@DREAM C CLUB                                                   | 魅杏（真堂圭） | 「Real」 | ゲーム『ドリームクラブ』関連曲                              |        |
| 3月31日  | おまもりひまり ネコもシャクシもキャラソン・アルバム                         | 静水久（真堂圭） | 「BEAM my BEAM（ヴァージョン静水久）」 | テレビアニメ『おまもりひまり』関連曲                        |        |
| 3月31日  | はなまるなベストアルバム childhood memories                                 | 杏（真堂圭）、柊（高垣彩陽）、小梅（MAKO） | 「笑顔ならべて」 | テレビアニメ『はなまる幼稚園』エンディングテーマ            |        |
| 3月31日  | はなまるなベストアルバム childhood memories                                 | 杏（真堂圭）、桜（本名陽子） | 「せかいでいちばん」 | テレビアニメ『はなまる幼稚園』エンディングテーマ            |        |
| 3月31日  | はなまるなベストアルバム childhood memories                                 | 杏（真堂圭） | 「発動！！らぶビーム☆」 | テレビアニメ『はなまる幼稚園』エンディングテーマ            |        |
| 6月23日  | もしも☆パラダイス！                                                         | ラブリン（真堂圭） | 「ミラクルキッチン」 | テレビアニメ『たまごっち』挿入歌                            |        |
| 8月27日  | みっくす☆はーとっ                                                           | スマイル☆シューター | 「らぶりーすまいる」 | ゲーム『スマイル☆シューター〜ふぁーすと☆ちけっと〜』主題歌  |        |
| 8月27日  | みっくす☆はーとっ                                                           | 鈴比良あいり（真堂圭） | 「Happy Love☆」 | 『スマイル☆シューター』関連曲                               |        |
| 9月22日  | ロロナのアトリエキャラクターソングアルバム 〜カナリア〜                     | リオネラ・エインセ（真堂圭） | 「1st Friend」 | 『ロロナのアトリエ』関連曲                                  |        |
| 12月1日  | ハッピーハッピーハーモニー                                                  | ラブリン（真堂圭） | 「ハッピーハッピーハーモニー」 | テレビアニメ『たまごっち』エンディングテーマ                |        |
| 12月1日  | ハッピーハッピーハーモニー                                                  | ラブリン（真堂圭）、メロディっち（三瓶由布子）、くろまめっち（加藤奈々絵）                                                                                       | GO-GO たまごっち! ラブリン メロディっち くろまめっち バージョン                                                                                      | テレビアニメ『たまごっち』オープニングテーマ                |        |
| 12月10日 | DREAM C CLUB PURE SONGS CLIPS Vol.2 特典CD                                  | 魅杏（真堂圭）、みお（喜多村英梨） | 「Real（魅杏＆みおユニットVer.）」 | 『DREAM C CLUB PURE SONGS CLIPS Vol.2』関連曲               |        |
| 2011年   |                                                                             | | |                                                             |        |
| 1月14日  | ふぇあり〜☆めろでぃ〜                                                       | スマイル☆シューター | 「ちょびっとオーバークロッカー♪」 | 『スマイル☆シューター』関連曲                               |        |
| 1月14日  | ふぇあり〜☆めろでぃ〜                                                       | 鈴比良あいり（真堂圭） | 「あなたはジェットコースター！」 | 『スマイル☆シューター』関連曲                               |        |
| 3月9日   | たまともがうたう アニメ「たまごっち！」オープニングテーマ GO-GOたまごっち！ | テルリン（金田朋子）、ふらわっち（佐々木日菜子）、ラブリっち（真堂圭）                                                                                           | GO-GOたまごっち! テルリン ふらわっち ラブリっち バージョン                                                                                           | テレビアニメ『たまごっち』オープニングテーマ                |        |
| 8月10日  | PURE SONGS ZERO@DREAM C CLUB                                                | DREAM C CLUB ZERO All HostGirls | 「Pure色100萬$☆」 | ゲーム『ドリームクラブZERO』関連曲                          |        |
| 8月10日  | PURE SONGS ZERO@DREAM C CLUB                                                | 魅杏（真堂圭） | 「素直になれない 0 ver.」 「Real 0 ver.」 | ゲーム『ドリームクラブZERO』関連曲                          |        |
| 2013年   |                                                                             | | |                                                             |        |
| 1月26日  | ヨロシク☆サンキュ                                                           | スマイル☆シューター | 「ヨロシク☆サンキュ」 | 『スマイル☆シューター』関連曲                               |        |
| 2014年   |                                                                             | | |                                                             |        |
| 2月19日  | ガリレイドンナが、ねごとになってみた                                        | 星月・フェラーリ（日高里菜）、神月・フェラーリ（大久保瑠美）、葉月・フェラーリ（真堂圭）、アンナ・ヘンドリックス（井上麻里奈）                                   | 「シンクロマニカ（三姉妹&アンナ パート歌いver.）」                                                                                                   | テレビアニメ『ガリレイドンナ』関連曲                        |        |
| 3月5日   | Welcome Smile                                                               | スマイル☆シューター | 「Welcome Smile」 | 『スマイル☆シューター』関連曲                               |        |
| 9月28日  | ヨロシク☆サンキュ/ロマンティックあげるよ                                    | SMILE☆SHOOTER Team Ukulele Picnic in Hawaii | 「ヨロシク☆サンキュ」 「ロマンティックあげるよ」 | 『スマイル☆シューター』関連曲                               |        |
| 11月19日 | レディGO ハシャGO だいしゅーGO! たまごっち!                                 | ラブリン（真堂圭） | 「ハッピー☆ハート」 「あしたの笑顔」 「七色メロディ」                                                                                                | テレビアニメ『たまごっち』挿入歌                            |        |
| 11月19日 | レディGO ハシャGO だいしゅーGO! たまごっち!                                 | ラブリン（真堂圭）、ゆめみっち（福圓美里）、キラリっち（豊口めぐみ）                                                                                             | 「ハッピーハッピーハーモニー（スペシャルバージョン）」                                                                                               | テレビアニメ『たまごっち』挿入歌                            |        |
| 2021年   |                                                                             | | |                                                             |        |
| 8月9日   | ワールズエンドクラブ オフィシャルサウンドトラック                           | ガンバレ組 | 「ガンバレ組のテーマ 〜夕焼けサイクリング〜」 「ガンバレ組のテーマ 〜星空の下で〜」 「ガンバレ組のテーマ 〜れいちょに捧ぐ〜」 「ガンバレ組のテーマ」 | ゲーム『ワールズエンドクラブ』関連曲                        |        |
| 2023年   |                                                                             | | |                                                             |        |
| 12月27日 | RVR〜ライジングボルテッカーズラップ〜                                       | リコ（鈴木みのり）、ロイ（寺崎裕香）、フリード（八代拓）、オリオ（佐倉綾音）、マードック（三宅健太）、モリー（真堂圭）、ランドウ（塾一久）、ぐるみん（青山吉能） | 「RVR〜ライジングボルテッカーズラップ〜」 | テレビアニメ『ポケットモンスター (2023)』エンディングテーマ |        |
| 12月27日 | RVR〜ライジングボルテッカーズラップ〜                                       | リコ（鈴木みのり）、ロイ（寺崎裕香）、モリー（真堂圭） | 「RVR〜ライジングボルテッカーズラップ〜 - モリーVer.」 「RVR〜ライジングボルテッカーズラップ〜 - モリーVer. PART2」                                  | テレビアニメ『ポケットモンスター (2023)』エンディングテーマ |        |

### シリーズ一覧
1. ↑  第1期（2005年）、第2期『二籠』（2006年）
2. ↑  第1期（2005年）、第2期『MEMORIES』（2007年）
3. ↑  第2期『Dragon Destiny』（2007年）、第3期『Great Guardians』（2008年）、第4期『XTREME XECUTOR』（2010年）
4. ↑  ファーストシーズン（2007年 - 2008年）、セカンドシーズン（2008年 - 2009年）
5. ↑  第1期（2008年）、第2期『CAPU2』（2008年）
6. ↑  第1期（2009年 - 2012年）、第2期『ゆめキラドリーム』（2012年 - 2013年）、第3期『みらくるフレンズ』（2013年 - 2014年）、第4期『GO-GO たまごっち!』（2014年 - 2015年）
7. ↑  第1シーズン（2009年 - 2010年）、第2シーズン『爆』（2010年 - 2011年）、第3シーズン『4D』（2011年 - 2012年）、第4シーズン『ZEROG』（2012年 - 2013年）
8. ↑  第1期（2011年）、第2期『II』（2012年）
9. ↑  第1期（2011年 - 2012年）、第2期『W』（2013年）
10. ↑  『XY』（2014年 - 2015年）、『XY&Z』（2016年）
11. ↑  第1期（2015年）、第2期『II』（2018年）、第3期『III』（2018年）、第4期『IV』（2022年）
12. ↑  第1期（2016年）、第2期（2017年）、第3期（2018年）、第4期（2019年 - 2020年）、第5期（2021年）、第6期（2022年 - 2023年）、第7期（2024年）
13. ↑  第1期（2018年 - 2019年）、第2期『新幹線変形ロボ シンカリオンZ』（2021年）
14. ↑  第1期（2018年）、第2期『クライシス』（2019年）
15. ↑  第1シリーズ（2019年 - 2020年）、第2シリーズ（2020年 - 2021年）
16. ↑  『ポケットモンスター』（2019年 - 2022年）、『めざせポケモンマスター』（2023年）
17. ↑  第1シリーズ（2020年）、第2シリーズ（2021年）
18. ↑  『たまごっちのなりきりチャンネル』（2009年）、『たまごっちのなりきりチャレンジ』（2010年）、『たまごっちコレクション』（2011年）
19. ↑  『ドリームクラブ』（2009年）、『ドリームクラブ Portable』[85]（2010年）、『ドリームクラブZERO』[86]『ドリームクラブZERO PORTABLE』[87]（2011年）、『ドリームクラブ Complete Edipyon!』[88]『マージャン★ドリームクラブ』[89]（2012年）、『ドリームクラブZERO Special Edipyon!』[90]（2013年）
20. ↑  『ガチンコスタジアム』『爆誕!サイバーペガシス』（2009年）、『爆神スサノオ襲来!』『ポータブル 超絶転生!バルカンホルセウス』『頂上決戦!ビッグバン・ブレーダーズ』（2010年）
21. ↑  『密室のサクリファイス』（2010年）、『密室のサクリファイス〜ミキ：ハイテンションナイト〜』（2011年）
22. ↑  第2作『大いなる陰謀』（2020年）、第3作『運命の衝突』（2021年 - 2022年）

### ユニットメンバー
1. ↑  亜麻音（小清水亜美）、みお（喜多村英梨）、雪（水橋かおり）、玲香（早水リサ）、魅杏（真堂圭）、るい（原田ひとみ）、理保（後藤邑子）、ナオ（又吉愛）、魔璃（石毛佐和）、アイリ（児玉明日美）
2. ↑  ほのか（井口裕香）、なつき（真堂圭）、結愛（竹達彩奈）
3. ↑  緋鞠（小清水亜美）、九崎凛子（野水伊織）、静水久（真堂圭）、リズリット・L・チェルシー（大亀あすか）、神宮寺くえす（松岡由貴）
4. 1 2  羽咲ゆりな（廣田詩夢）、鈴比良あいり（真堂圭）、秋山麻柚（原田ひとみ）
5. ↑  亜麻音（小清水亜美）、みお（喜多村英梨）、雪（水橋かおり）、玲香（早水リサ）、魅杏（真堂圭）、るい（原田ひとみ）、理保（後藤邑子）、ナオ（又吉愛）、魔璃（石毛佐和）、アイリ（児玉明日美）、遙華（椎名へきる）、あすか（廣田詩夢）、ノノノ（金元寿子）
6. 1 2  羽咲ゆりな（廣田詩夢）、鈴比良あいり（真堂圭）、秋山麻柚（原田ひとみ）、河内瑠莉花（下田麻美）、桐沢楓（明坂聡美）、白瀬ティナ（五十嵐裕美）
7. ↑  鈴比良あいり（真堂圭）、桐沢楓（明坂聡美）、白瀬ティナ（五十嵐裕美）
8. ↑  れいちょ（上田麗奈）、関西（藤原夏海）、ジェンヌ（豊口めぐみ）、バニラ（茅野愛衣）、兄貴（赤羽根健治）、パイ（中原麻衣）、たっつん（皆川純子）、チュー子（菊池こころ）、ポチ（緒方恵美）、モーちゃん（松岡由貴）、ニョロ（真堂圭）、雪（南里侑香）